# Падізе
Па́дізе (давн. Падіс; ест. Padise küla) — село в Естонії, у волості Ляене-Гар'ю повіту Гар'юмаа.

## Населення
Чисельність населення на 31 грудня 2011 року становила 322 особи.

## Історія
З 16 січня 1992 до 24 жовтня 2017 року село входило до складу волості  Падізе й було її адміністративним центром.